# 18903 Matsuura
18903 Matsuura è un asteroide della fascia principale. Scoperto nel 2000, presenta un'orbita caratterizzata da un semiasse maggiore pari a 2,5579760 au e da un'eccentricità di 0,1986143, inclinata di 9,32446° rispetto all'eclittica.
L'asteroide è dedicato all'esploratore giapponese Takeshirō Matsuura.